# We Are Young & Free: The Remixes
We Are Young & Free: The Remixes ist die zweite EP von Hillsong Young & Free, welche zu Hillsong Music gehört.
Die EP wurde im Dezember 2015 veröffentlicht und enthält Remixes von vier Titeln der CD We Are Young & Free, sowie mit I Surrender (Remix) und This Is Living (Remix) ein älteres, von Hillsong Worship kommendes, und ein neues Stück. Die EP erreichte den 31. Platz in den Charts der Top Christian Albums-Billboard Charts.

## Titelliste
| Nr.          | Titel                  | Autor(en)                         | Länge |
| ------------ | ---------------------- | --------------------------------- | ----- |
| 1.           | Alive (Remix)          | Aodhan King, Alexander Pappas     | 3:48  |
| 2.           | Brighter (Remix)       | King, Ben Tan, Melodie Wagner     | 3:39  |
| 3.           | Wake (Remix)           | Joel Davies, Hannah Hobbs, Pappas | 3:21  |
| 4.           | Back to Life (Remix)   | Davies, King                      | 3:29  |
| 5.           | I Surrender (Remix)    | Matt Crocker                      | 4:14  |
| 6.           | This Is Living (Remix) | King, Davies                      | 3:54  |
| Gesamtlänge: | Gesamtlänge:           | Gesamtlänge:                      | 22:25 |